# 航天史
| 軌道載人航天計劃    |          |          |
| 計劃名稱            | 首次亮相 | 發射次數 |
| 東方計劃            | 1961     | 6        |
| 水星计划            | 1962     | 4        |
| 上升計劃            | 1964     | 2        |
| 双子座计划          | 1965     | 10       |
| 联盟计划            | 1967     | 142      |
| 阿波罗计划          | 1968     | 11       |
| 天空实验室计划      | 1973     | 3        |
| 阿波罗-联盟测试计划 | 1975     | 1        |
| 航天飞机            | 1981     | 135      |
| 神舟计划            | 2003     | 9        |
| 亞軌道載人航天計劃  |          |          |
| 計劃名稱            | 首次亮相 | 發射次數 |
| 水星计划            | 1961     | 2        |
| 北美X-15            | 1963     | 2        |
| 太空船1號           | 2004     | 3        |

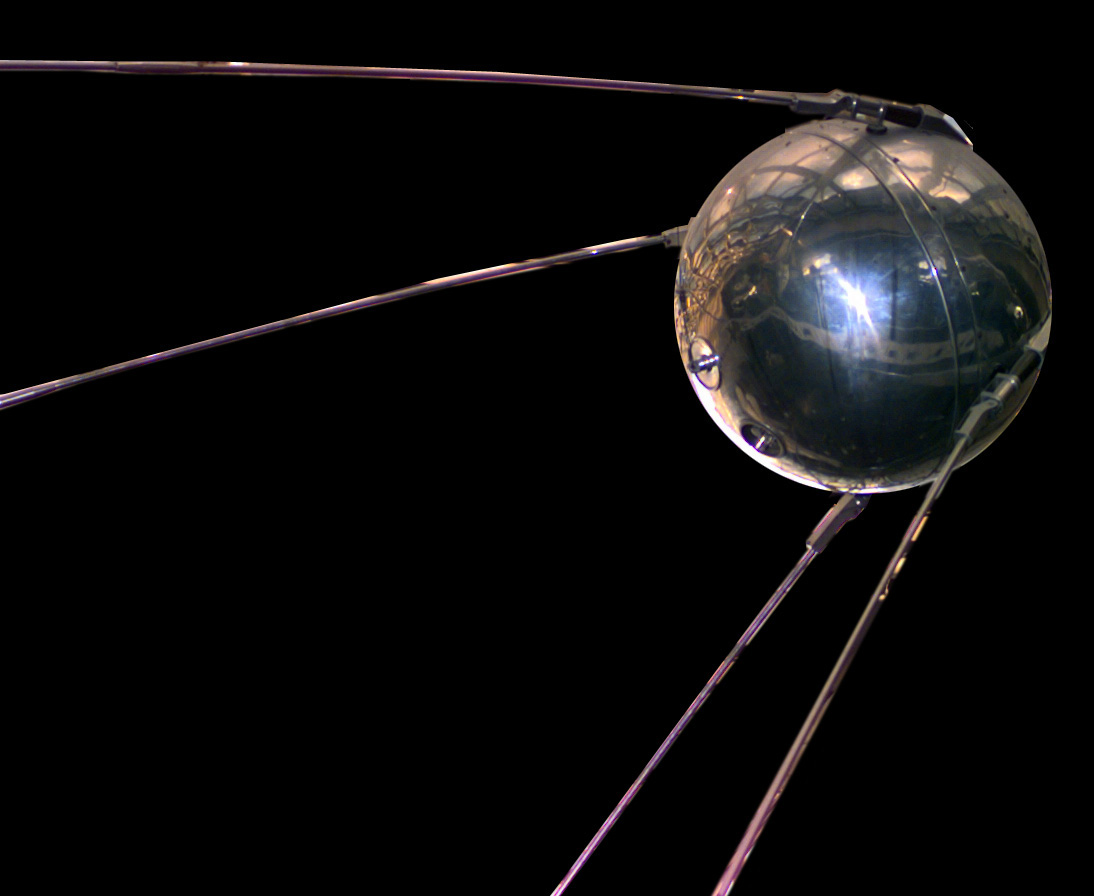
首颗人造卫星史普尼克1號的模型

自康斯坦丁·齐奥尔科夫斯基及罗伯特·戈达德在航天的理論上給予實際面的突破後，航天便在20世紀開始成為人類論及成就的一項指標。第一個成功的大型火箭項目是1920年代由Fritz von Opel and Max Valier在德國開始進行的，最終在納粹德國的Wernher von Braun手上完成。蘇聯在戰後太空競賽中扮演領導者的角色，成為第一個發射衛星、第一個送男太空人進入軌道及送第一個女太空人進入太空軌道的國家。美國在1960年中期也追上並超越他的競爭對手蘇聯，於1969年成為第一個送男太空人上月球的國家。於此同時法國、英國、日本和中國也同時在發展有限酬載的能力。

在太空競賽結束後，航天成為一種大型跨國合作項目，提供了一些更便宜的方法讓人們進入近地轨道，亦令航天變得商業化。星際探測器目前已經探訪過所有太陽系內的行星，而且人類亦成功在和平号空间站及国际空间站等太空站內進行長時間軌道載人飛行。最近，中國憑著載人任務等顯著的航天能力成為航天技術的第三大國家。在2020年SpaceX成為第一個成功發送載人任務到國際太空站的商業公司。

## 背景

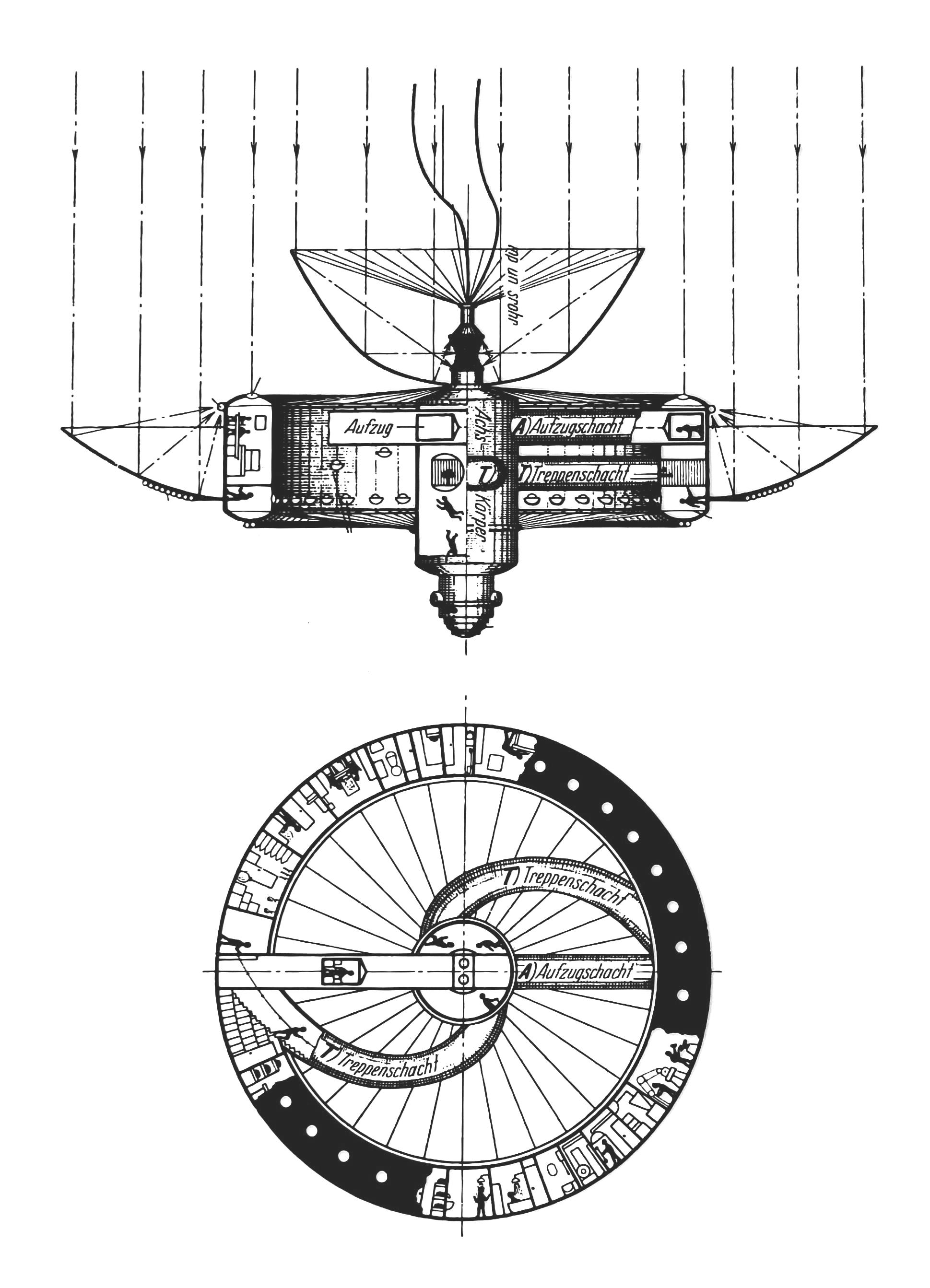
Description of a space station in Hermann Noordung's The Problem of Space Travel (1929).

自二十世紀開始，科學家們便受到一些小說作者，例如儒勒·凡尔纳（《从地球到月球》）及H·G·威尔斯（《星际战争》）影響，開始進行各項星際飛行的研究。
首個有關太空飛行的切實建議來自康斯坦丁·齐奥尔科夫斯基。他是以1903年發布的“Исследование мировых пространств реактивными приборами”（通过反应装置探索宇宙空间）研究而成名，可惜這個理論研究在俄羅斯以外的其他地方並無影響力。
自1919年，罗伯特·戈达德發佈了他的研究——“抵達最高高度的方法”後，太空飛行成為工程學上可行的項目。他將拉伐尔喷管應用在液体火箭发动机上，提供足以進行行星間的飛行動力。這份研究亦在往後的日子中，深深地影響太空飛行的重要人物，赫尔曼·奥伯特及沃纳·冯·布劳恩。
Fritz von Opel致力於推動火箭成為載具的動力來源。在1920年代，他與“Verein für Raumschiffahrt”的共同創辦人Max Valier開始世界上第一個名為Opel-RAK的火箭項目。此項目影響以下領域的速度紀錄，包含汽車、鐵軌載具以及在 1929 年九月的第一個有人操控的火箭動力飛機。於1928年的前幾個月內，他在三千人的見證下駕駛著名為Opel RAK2的火箭動力原型機在柏林的阿武斯賽道創下238公里每小時的速度紀錄。鐵軌載具的紀錄是RAK3藉由最高速256公里每小時所達成。在這些成功之後，von Opel駕駛由Julius Hatry設計名為Opel RAK.1的火箭飛機完成第一次世界公開的火箭動力飛行。透過國際媒體的報導，此次成功在國際間有很驚人的反響，特別是在德國，也深深地影響到沃纳·冯·布劳恩。受到經濟大蕭條的影響，Opel-RAK項目迎來了尾聲，但Max Valier還是持續在相關領域內繼續進行研究。從固態燃料改成使用液態燃料火箭後，他在測試中身亡，並被認為是太空時代的第一個犧牲者。
在1929年，斯洛維尼亞裔官員Hermann Noordung成為了第一個幻想出一個完整的太空站的人，他把這個概念記錄在其著作《太空旅遊的問題》中。
在一場1934年六月的垂直測試中，德國V-2火箭是第一個成功進入太空的火箭。英國Ordinance辦公室的研發部門在1945年十月開啟回火計畫。此計畫在德國北部發射了三顆V-2飛彈。雖然他們沒有達到足以稱為次軌道太空飛行的高度，回火計畫仍然留下許多豐富的技術資料。受此啟發，英國行星間旅行社群提出一個載人版本的巨大V-2計畫。此計畫於1946年被提出，規劃一個三年的開發程序以及在1949將飛行員送上次軌道。
在1949年，美國從新墨西哥的白沙飛彈靶場透過一個V-2火箭第一次將動物送入太空，但沒有進入軌道，而此第一隻動物是一隻果蠅。

## 太空競賽
軌道太空飛行，不論是載人或不載人，都是由美國及蘇聯在冷戰期間一個稱之為“太空競賽”的比賽所研發。

### 首個無人衛星

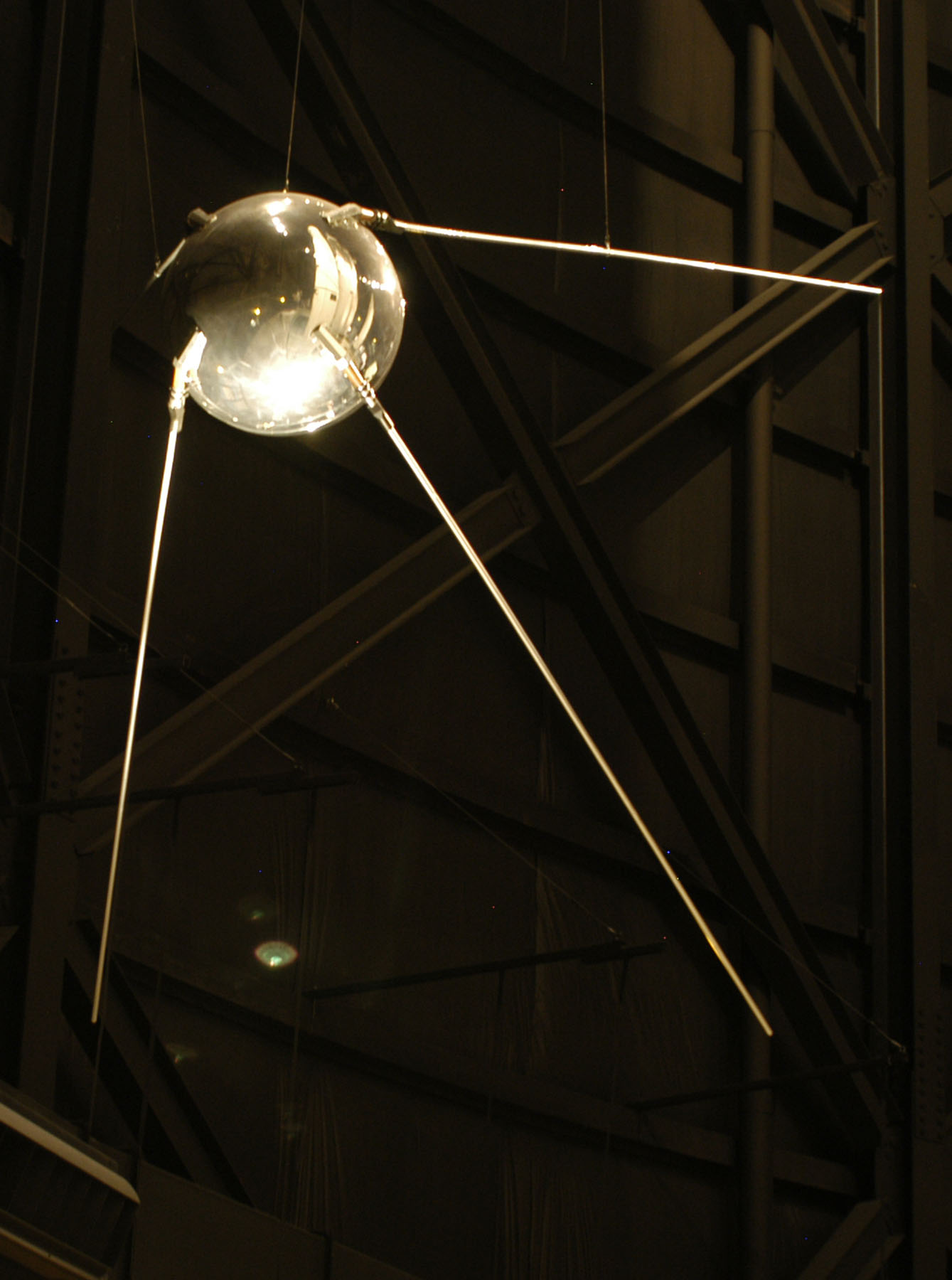
正在展出的史普尼克1號複製品

這個競賽始於1957年，當時美國及蘇聯聲稱正準備發射人造衛星。在1957年7月29日，美國宣布她們準備在1958年春季發射Vanguard。同年7月31日，蘇聯宣布她們將會在1957年秋季發射一個衛星。
在1957年10月4日，蘇聯正式發射人類史上第一顆人造衛星－史普尼克1號上太空。
在1957年11月3日，蘇聯發射了第二顆衛星－史普尼克2號，它搭載著一隻名為萊卡的小狗——第一個繞地球軌道飛行的生物。在進入軌道後，其內部溫度上升到40攝氏度，導致萊卡僅存活了數小時，而不是計劃中的幾天。
1958年2月3日史普尼克3號第一次發射失敗，5月15日第二次發射成功，這顆衛星同時攜帶著大量科學探測儀器，收集在外大气的压力和组成、电粒子的浓度、宇宙射線中的光子、宇宙射線的重核、磁場、靜電場及流星顆粒的資料。
結果一連串的失敗後，美國在1958年2月1日成功發射了其第一顆衛星，探险者1号上太空。這顆衛星上的科學儀器同時檢測到理論上已獲認證的范艾伦辐射带。

### 首個宇航員
1961年4月12日，蘇聯開啟了載人航天時代，第一位宇航員（俄羅斯太空旅行者的名字）尤里·加加林的飛行。加加林的飛行是蘇聯東方號太空探索計劃的一部分，飛行時間為108分鐘，由一個地球軌道組成。
1961年8月7日，另一位蘇聯宇航員蓋爾曼·季托夫（Gherman Titov）在執行東方2號任務期間成為第二位在軌人員。
到1963年6月16日，聯盟共發射了6名東方號宇航員，其中兩對同時飛行，累積了260次宇航員軌道和剛剛超過16天的太空宇航員天數。
1961年5月5日，美國在自由者7号太空艙中發射了第一位亞軌道水星宇航員艾倫·謝潑德。與加加林不同，謝潑德手動控制他的航天器的姿態並降落在其中，因此在技術上使自由者7号成為當時国际航空联合会定義的第一次完整的載人太空飛行。

## 註腳
1. ↑  .   [2017-03-12]. （原始内容存档于2017-02-03）.
2. ↑  The Story of Manned Space Stations, 2007, by Philip Baker, SpringerLink p.2  （页面存档备份，存于）
3. ↑  .   [2017-03-12]. （原始内容存档于2017-02-03）.
4. ↑  .   [31 July 2019]. （原始内容存档于2017-08-05）.

## 額外資料
维基共享资源上的相關多媒體資源：航天史
- 歷史上的航天器 （页面存档备份，存于）